# Dove la trovi una come me?
Dove la trovi una come me? è una miniserie televisiva italiana del 2011, di genere commedia romantica. La regia è di Giorgio Capitani.

## Distribuzione
La fiction è composta da due puntate, che furono trasmesse in prima visione il 23 e il 24 ottobre 2011 su Rai 1. A causa dell'argomento controverso (la prostituzione), la fiction è stata replicata sporadicamente solo su Rai Premium.

## Trama

### Prima puntata
Sonia Longhi è una ragazza che si mantiene facendo diversi lavori part-time, ma il suo sogno è diventare una giornalista come l'amica e coinquilina Carla, che lavora per il giornale d'attualità Il vostro tempo. Un giorno, mentre accudisce il gatto della vicina di casa Monica, escort partita per i Caraibi con un suo cliente, Sonia riceve la visita di Matteo Conti, enfant prodige della finanza, che la scambia per una escort. La ragazza viene convinta dal principale di Carla, Ruggero Fanti, a fingere di essere davvero una squillo per indagare sull'affare top-secret di Matteo e fare così uno scoop che la farà assumere dal giornale, realizzando in tal modo il suo sogno. Mentre cerca in tutti i modi di respingere le avances del suo "cliente", però, Sonia inizia a provare qualcosa per lui.
Sorpresa nella camera d'albergo di Matteo da Donna Anna, una ricca signora che considera il ragazzo come un figlio, Sonia si spaccia per la sua fidanzata, venendo anche a sapere che il grande affare di Matteo è l'acquisto del gruppo editoriale Golden Star di Donna Anna. Quando la ragazza scopre, però, che l'intento di Matteo è ingannare Anna, smembrando il gruppo e vendendolo ai cinesi, rimane molto delusa perché aveva creduto che il suo affetto fosse sincero, mentre in realtà è soltanto un avido affarista che l'ha usata per concludere l'affare.

### Seconda puntata
Nonostante abbia ora il suo scoop, Sonia decide di rinunciare alla carriera di giornalista, ma alla fine accetta l'allettante proposta di lavorare per l'editore Giulio Monaco, cugino di Matteo, interessato ad acquistare la Golden Star dopo che l'affare tra Anna e il cugino è saltato perché la donna ha scoperto che voleva vendere il gruppo ai cinesi. Giulio cerca di conquistare Sonia invitandola a Londra con lui, ma la ragazza viene prelevata da Matteo prima della partenza: i due passano la notte insieme e l'uomo si apre con lei.
Respinto da Sonia e avendo scoperto da Monica, tornata dai Caraibi, che la ragazza è una escort, Giulio diffonde dei pettegolezzi sulla coppia, mentre la ragazza confessa a Matteo di avergli mentito e lui, ferito, la allontana. Dopo aver chiarito le cose con i genitori, venuti a trovarla, Sonia va da Anna a spiegarle tutto e a mettere una buona parola per Matteo: la donna, che nonostante tutto si fida ancora di lei, decide di cedere a lui la Golden Star. Concluso l'affare, Matteo raggiunge Sonia al matrimonio di Monica per dirle che non ha venduto il gruppo ai cinesi, diventati invece soci, e la coppia si riappacifica.